# Jan Rey
Jan Rey herbu Oksza z Szumska (zm. w 1468 roku) – kanonik Krakowskiej Kapituły Katedralnej, proboszcz św. Michała na Wawelu, kanonik kolegiaty św. Jerzego przy zamku wawelskim.